# محاسبة النفس (كتاب)
كتاب محاسبة النفس لأبي بكر عبد الله بن محمد بن سفيان ابن أبي الدنيا،

## عن الكتاب
يجمع بعض ما يتعلق بموضوع محاسبة النفس من الأحاديث و الآثار عن الصحابة و التابعين و غيرهم، كما جاء بالأشعار و الحِكَم و المواعظ النتعلقة بهذا الموضوع. وقد قسمه إلى خمسة أبواب، الأول في ذم النفس، و الثاني في معاقبة النفس، و الثالث في جهاد النفس و منعها من شهواتها، و الرابع الحذر على النفس مخالفة سوء المنقلب و المقت، الخامس إجهاد النفس في الأعمال طلبا للراحة يوم المعاد.